# Waldbüßer (Familienname)
Waldbüßer ist ein deutscher Familienname.

## Verbreitung
Waldbüßer ist ein Familienname im süddeutschen Sprachraum.
Für das Jahr 1655 ist in der Gemeinde Wüstenrot die Existenz von Bürgern, als „Söldner“ bezeichnet, mit dem Familiennamen „Waldbüßer“ belegt.
Bei den Auswanderungswellen aus dieser Region im 19. und Anfang des 20. Jahrhunderts nach Nordamerika emigrierten viele dieser Namensträger. Die meisten der Nachfahren leben heutzutage in Illinois, aber der Name in seinen Varianten ist in vielen weiteren Bundesstaaten der Vereinigten Staaten verbreitet.

## Varianten
- Waltpüeßer, Waltpueßer, Waldbiesser, Waldbieser, Waldbiser, Waldbüsser, Waldbuesser, Waldbühser
- Waldbusser (Frankreich, Elsass)
- Waldbeeser, Waldbeesser, Waldbeiser, Waldbeisser, Waldbeser, Waldbesser, Waldbieser, Waldbiesser, Waldbisser, Waldbueser, Waldbuesser, Waldbuser, Waldbusser (Nordamerika)

## Bekannte Namensträger
- Armin Waldbüßer (* 1960), deutscher Politiker (Bündnis 90/Die Grünen)
- Indra Waldbüßer (* 1980), deutsche Boulespielerin